# Копан (департамент)
Копа́н (ісп. Copán) — один з 18 департаментів Гондурасу. Знаходиться в крайній західній частині держави. Межує з департаментами Санта-Барбара, Лемпіра, Окотепеке і державою Гватемала.
Адміністративний центр — місто Санта-Роса-де-Копан.
Площа — 3203 км². Населення — 369 700 осіб. (2011)
На території департаменту розташоване стародавнє місто Копан — археологічний заповідник цивілізації мая, що охороняється державою об'єкт Світової спадщини ЮНЕСКО.

## Муніципалітети

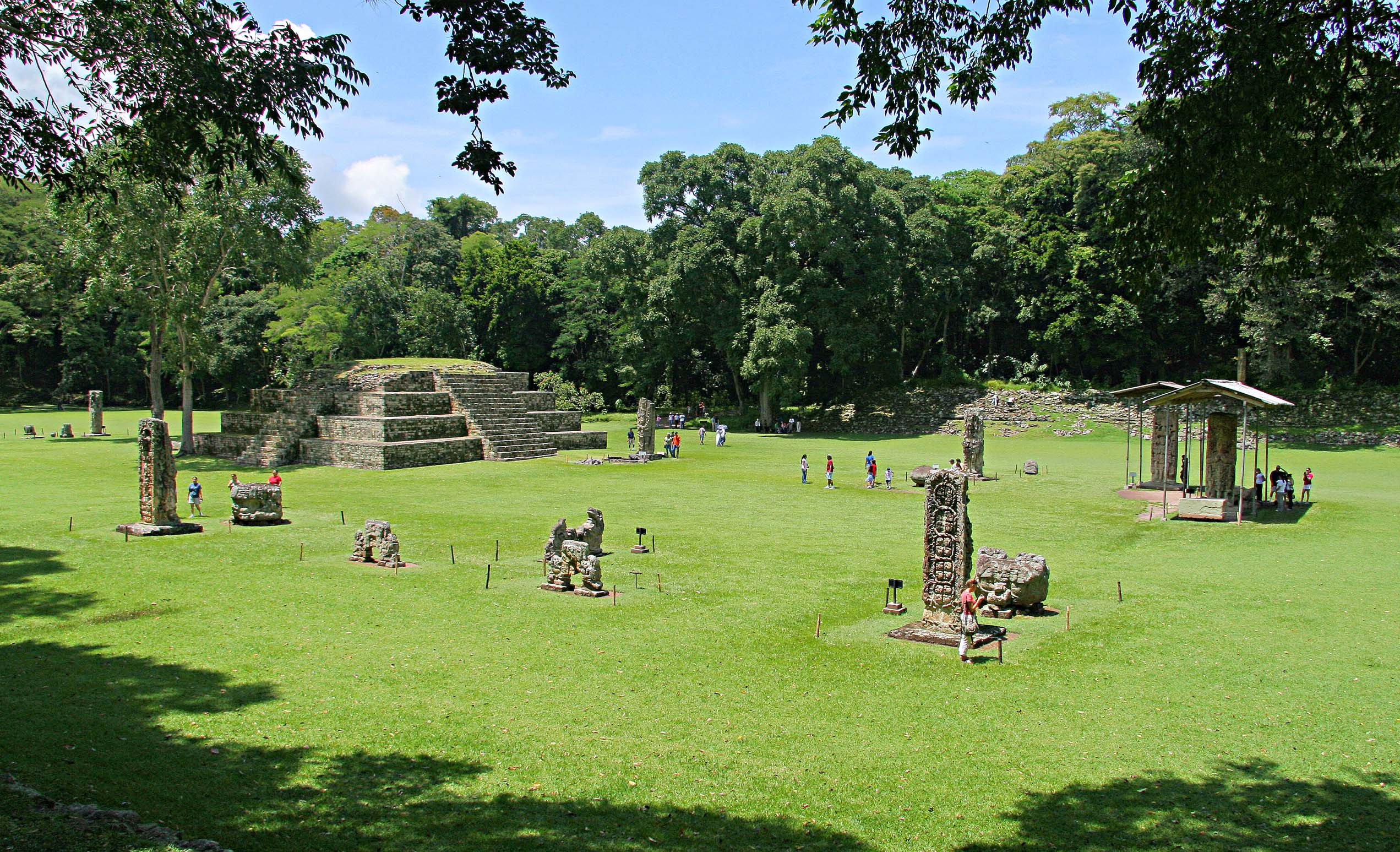
Головна площа Копану

В адміністративному відношенні департамент підрозділяється на 23 муніципалітети:
1. Веракрус
2. Долорес
3. Дулсе Номбре
4. Кабаньяс
5. Консепсьйон
6. Копан Руїнас
7. Коркін
8. Кукуягуа
9. Ла-Хіга
10. Ла-Юніон
11. Нуева Аркадія
12. Сан-Агустін
13. Сан-Антоніо
14. Сан-Херонімо
15. Сан-Хосе
16. Сан-Хуан-де-Опоа
17. Сан-Ніколас
18. Сан-Педро-де-Копан
19. Санта-Рита
20. Санта-Роса-де-Копан
21. Тринідад-де-Копан
22. Флорида
23. Ель-Параїсо

| Гондурас | Це незавершена стаття з географії Гондурасу. Ви можете допомогти проєкту, виправивши або дописавши її. |